# Joaquín Navarro-Valls
Joaquín Navarro-Valls (ur. 16 listopada 1936 w Kartagenie, zm. 5 lipca 2017 w Rzymie) – hiszpański dziennikarz i lekarz, w latach 1984–2006 dyrektor Biura Prasowego Stolicy Apostolskiej.

## Życiorys

### Medycyna
Był najmłodszym z dziewięciorga rodzeństwa. W 1961 ukończył medycynę którą studiował na uniwersytetach w Granadzie i Barcelonie, a następnie obronił doktorat z psychiatrii. Przez kilka lat pracował jako lekarz. W latach 1962–1964 był asystentem w Barcelonie. 

### Dziennikarstwo
W 1968 ukończył studia dziennikarskie. Był założycielem i zastępcą dyrektora czasopisma uniwersyteckiego „Diagonal” (1964), później korespondentem zagranicznym magazynu Nuestro Tiempo (1972), a od 1977 do 1984 dziennika ABC dla Włoch i wschodniej części Morza Śródziemnego. W 1977 przyjechał do Rzymu jako korespondent konserwatywnego hiszpańskiego dziennika „ABC”, jak każdy watykanista był akredytowany w watykańskim biurze prasowym. W 1978 roku napisał książkę Fumata bianca opisującą trzech papieży, którzy nastąpowali po sobie w przeciągu kilku miesięcy: Pawła VI, Jana Pawła I i Jana Pawła II. W 1983 roku został przewodniczącym Stowarzyszenia Prasy Zagranicznej we Włoszech. 

#### Szef Biura Prasowego Stolicy Apostolskiej
W 1984 zaproponowano mu stanowisko szefa tego biura i zarazem rzecznika Stolicy Apostolskiej.
Był pierwszą osobą świecką, nie-Włochem stojącym na czele biura prasowego Stolicy Apostolskiej, po Luciano Casimirrim, ks. Angelo Fausto Vallaincem, prof. Federico Alessandrinim i ks. Romeo Pancirolim.
Uczestniczył w międzynarodowych konferencjach ONZ, jako przedstawiciel Watykanu: w Kairze (1994), Kopenhadze (1995), Pekinie (1995) i Stambule (1996). Od 1996 wykładał na wydziale komunikacji instytucjonalnej Papieskiego Uniwersytetu Świętego Krzyża.
Po śmierci Jana Pawła II (2005) kontynuował do 11 lipca 2006 pracę na stanowisku szefa watykańskiego biura prasowego przy osobie nowego papieża Benedykta XVI. Zastąpił go ks. Federico Lombardi.

### Późniejsze życie
Do śmierci był prezesem Rady Nadzorczej Campusu Biomedycznego w Rzymie. Pracował także jako niezależny dziennikarz.
Wielokrotnie odwiedzał Polskę, głównie z Janem Pawłem II w czasie jego podróży. W 2006 był uczestnikiem VII Zjazdu Gnieźnieńskiego. Wtedy też otrzymał Krzyż Komandorski z Gwiazdą Orderu Zasługi Rzeczypospolitej Polskiej.
Był jednym z najsłynniejszych członków Opus Dei, do którego należał w latach 1954–2017 jako numerariusz. Zmarł na raka 5 lipca 2017 w Rzymie, a dwa dni później po mszy świętej w rzymskim kościele pw. św. Eugeniusza został pochowany na Cmentarzu Flamińskim. 

## Książki
Posthum ukazała się jego książka Mis años con Juan Pablo II (Moje lata z Janem Pawłem II) w wyd.  Planeta (2023). Wydanie polskie: Moje lata z Janem Pawłem II.
Prywatne zapiski rzecznika prasowego Watykanu 1984–2006 w wyd. Jedność (2024).

## Odznaczenia
- Krzyż Wielki Orderu Zasługi Cywilnej (1997, Hiszpania)
- Krzyż Wielki Orderu Izabeli Katolickiej (2003, Hiszpania)
- Wielki Oficer Orderu Wyzwoliciela San Martina (1997, Argentyna)
- Srebrna Odznaka Honorowa za Zasługi dla Republiki Austrii (1987, Austria)
- Wielki Oficer Orderu Bernardo O’Higginsa (1993, Chile)
- Wielki Oficer Orderu Narodowego Zasługi (1995, Paragwaj)
- Krzyż Komandorski z Gwiazdą Orderu Zasługi Rzeczypospolitej Polskiej (2006)[10]
- Komandor Orderu Gwiazdy Polarnej (1992, Szwecja)
- Krzyż Wielki Orderu Świętego Grzegorza Wielkiego (2003, Watykan)
- Wielki Oficer Orderu Zasługi Republiki Włoskiej (1992, Włochy)